# Список почтовых индексов в Австрии

Ниже представлен список почтовых индексов в Австрии.
| PLZ (Почтовые индексы) | Ort (Земля / Город)  |
| ---------------------- | -------------------- |
| 1000 — 1999            | Вена                 |
| 2000 — 2419            | Нижняя Австрия       |
| 2420 — 2429            | Бургенланд           |
| 2430 — 2469            | Нижняя Австрия       |
| 2471 — 2472            | Верхняя Австрия      |
| 2473 — 2475            | Бургенланд           |
| 2480 — 2489            | Нижняя Австрия       |
| 2490 — 2490            | Верхняя Австрия      |
| 2491 — 2491            | Бургенланд           |
| 2492 — 2493            | Нижняя Австрия       |
| 2500 — 2899            | Нижняя Австрия       |
| 3000 — 3329            | Нижняя Австрия       |
| 3331 — 3333            | Нижняя Австрия       |
| 3334 — 3335            | Верхняя Австрия      |
| 3340 — 3999            | Нижняя Австрия       |
| 4000 — 4299            | Нижняя Австрия, Линц |

| PLZ (Почтовые индексы) | Ort (Земля / Город) |
| ---------------------- | ------------------- |
| 4300 — 4309            | Нижняя Австрия      |
| 4310 — 4389            | Верхняя Австрия     |
| 4391 — 4391            | Верхняя Австрия     |
| 4392 — 4392            | Нижняя Австрия      |
| 4400 — 4429            | Верхняя Австрия     |
| 4430 — 4439            | Нижняя Австрия      |
| 4441 — 4441            | Бехамберг           |
| 4442 — 4443            | Верхняя Австрия     |
| 4450 — 4479            | Верхняя Австрия     |
| 4481 — 4481            | Верхняя Австрия     |
| 4482 — 4482            | Нижняя Австрия      |
| 4483 — 4444            | Верхняя Австрия     |
| 4490 — 4499            | Верхняя Австрия     |
| 4500 — 4999            | Верхняя Австрия     |
| 5000 — 5119            | Зальцбург           |
| 5120 — 5149            | Верхняя Австрия     |

| PLZ (Почтовые индексы) | Ort (Земля / Город) |
| ---------------------- | ------------------- |
| 5150 — 5169            | Зальцбург           |
| 5200 — 5209            | Зальцбург           |
| 5210 — 5289            | Верхняя Австрия     |
| 5300 — 5309            | Зальцбург           |
| 5310 — 5319            | Верхняя Австрия     |
| 5320 — 5330            | Зальцбург           |
| 5340 — 5340            | Зальцбург           |
| 5342 — 5342            | Зальцбург           |
| 5350 — 5359            | Зальцбург           |
| 5360 — 5369            | Верхняя Австрия     |
| 5400 — 5799            | Зальцбург           |
| 6000 — 6699            | Тироль              |
| 6700 — 6999            | Форарльберг         |
| 7000 — 7399            | Бургенланд          |
| 7400 — 7419            | Бургенланд          |
| 7421 — 7421            | Штирия              |

| PLZ (Почтовые индексы) | Ort (Земля / Город) |
| ---------------------- | ------------------- |
| 7422 — 7423            | Бургенланд          |
| 7430 — 7479            | Бургенланд          |
| 7500 — 7599            | Бургенланд          |
| 8000 — 8369            | Штирия              |
| 8380 — 8389            | Бургенланд          |
| 8400 — 8999            | Штирия              |
| 9000 — 9319            | Каринтия            |
| 9321 — 9322            | Каринтия            |
| 9323 — 9323            | Штирия              |
| 9330 — 9379            | Штирия              |
| 9400 — 9699            | Каринтия            |
| 9700 — 9779            | Каринтия            |
| 9781 — 9781            | Каринтия            |
| 9782 — 9782            | Тироль              |
| 9800 — 9899            | Каринтия            |
| 9900 — 9999            | Тироль              |

## Почтовые коды по землям

### Вена
- 1000—1999
  - 1010 — Внутренний город
  - 1020 — Леопольдштадт
  - 1030 — Ландштрассе
  - 1040 — Виден
  - 1050 — Маргаретен
  - 1060 — Мариахильф
  - 1070 — Нойбау
  - 1080 — Йозефштадт
  - 1090 — Альзергрунд
  - 1100 — Фаворитен
  - 1110 — Зиммеринг
  - 1120 — Майдлинг
  - 1130 — Хитцинг
  - 1140 — Пенцинг
  - 1150 — Рудольфсхайм-Фюнфхаус
  - 1160 — Оттакринг
  - 1170 — Хернальс
  - 1180 — Веринг
  - 1190 — Дёблинг
  - 1200 — Бригиттенау
  - 1210 — Флоридсдорф
  - 1220 — Донауштадт
  - 1230 — Лизинг
  - 1300 — Венский международный аэропорт
  - 1400 — Международный Венский Центр
  - 1500 — Австрийские Вооружённые силы ООН

### Нижняя Австрия
2000—2419
- - 2000 — Штоккерау
  - 2002 — Гросмугль
  - 2020 — Холлабрун
  - 2062 —
  - 2093 — Герас
  - 2100 — Бизамберг
  - 2100 — Корнойбург
  - 2102 — Хагенбрун
  - 2111 — Хармансдорф
  - 2114 — Гросрусбах
  - 2115 — Эрнстбрун
  - 2120 — Волькерсдорф
  - 2122 — Ульрикскирхен-Шлайнбах
  - 2130 — Мистельбах-ан-дер-Цайя
  - 2135 — Кирхштеттен
  - 2136 — Ла-ан-дер-Тайя
  - 2152 — Пира
  - 2152 — Цвентендорф
  - 2430—2469
  - 2471—2472
  - 2480—2489
  - 2490
  - 2492—2493
  - 2500—2899
  - 3000-3329
  - 3331-3333
  - 3340-3999
  - 3340 — Вайдхофен-на-Ибсе
  - 3580 — Санкт-Бернхард-Фрауэнхофен
  - 3830 — Вайдхофен-ан-дер-Тайя
  - 3860 — Хайденрайкстайн
  - 3943 — Шремс
  - 3950 — Гмюнд
  - 4000-4299
  - 4300-4309
  - 4392
  - 4430-4439
  - 4441
  - 4482

### Верхняя Австрия
- 4000-4099
  - 4020 — Линц
  - 4040 — Линц
  - 4052 — Ансфельден
  - 4400 — Штайр
- 4800-4899
  - 4800 — Атнанг-Пуххайм
  - 4801 — Траункирхен
  - 4802 — Эбензее
  - 4810 — Гмунден
  - 4812 — Пинсдорф
  - 4813 — Альтмюнстер
  - 4814 — Нойкирхен
  - 4815 —
  - 4816 — Гшвандт
  - 4817 — Санкт-Конрад
  - 4819 — Гмунден
  - 4820 — Бад Ишль
  - 4821 — Лауффен[нем.]
  - 4822 — Бад-Гойзерн
  - 4823 — Штеег
  - 4824 — Гозау
  - 4825 — Гозау-Хинтерталь
  - 4829 — Бад Ишль
  - 4830 — Хальштатт
  - 4831 — Обертраун
  - 4840 — Фёклабрук
  - 4841 — Унгенах
  - 4842 — Целль-на-Петтенфирсте
  - 4843 — Ампфльванг-им-Хаусруквальд
  - 4844 — Регау
  - 4845 — Рутценмос[нем.]
  - 4850 — Тимелькам
  - 4851 — Гамперн
  - 4852 — Вайрег-ам-Аттерзее
  - 4853 — Штайнбах-ам-Аттерзее
  - 4854 — Вайсенбах-ам-Аттерзее
  - 4860 — Ленцинг
  - 4861 — Шёрфлинг-ам-Аттерзее
  - 4862 — Каммер
  - 4863 — Зеевальхен-ам-Аттерзее
  - 4864 — Аттерзее
  - 4865 — Нусдорф-ам-Аттерзее
  - 4866 — Унтерах-ам-Аттерзее
  - 4870 — Фёкламаркт
  - 4871 — Ципф
  - 4872 — Нойкирхен-ан-дер-Фёкла
  - 4873 — Франкенбург-на-Хаусруке
  - 4874 — Прамет
  - 4880 — Санкт-Георген (Аттергау)
  - 4881 — Штрас-им-Аттергау
  - 4882 — Оберванг
  - 4890 — Франкенмаркт
  - 4891 — Пёндорф
  - 4892 — Форнах
  - 4893 — Целль-на-Мосе
  - 4894 — Оберхофен-ам-Иррзее
- 5000-5099
- 5100-5199
- 5200-5299
  - 5222 — Ауэрбах

### Зальцбург
- 5000-5119
  - 5020 — Зальцбург
  - 5081 — Аниф
  - 5090 — Лофер
  - 5110 — Оберндорф-Зальцбург
- 5150-5169
- 5200-5209
- 5300-5309
- 5320-5330
  - 5323 — Эбенау
  - 5330 — Фушль-ам-Зее
- 5340
  - 5340 — Санкт-Гильген
- 5342
- 5350-5359
  - 5350 — Штробль-ам-Вольфгангзее
- 5400-5799
  - 5400 — Халлайн
  - 5421 — Аднет
  - 5424 — Бад-Фигаун
  - 5450 — Верфен
  - 5500 — Бишофсхофен
  - 5505 — Мюльбах-ам-Хохкёниг
  - 5511 — Хюттау
  - 5524 — Аннаберг-Лунгёц
  - 5541 — Альтенмаркт
  - 5550 — Радштадт
  - 5570 — Маутерндорф
  - 5580 — Тамсвег
  - 5583 — Мур
  - 5584 — Цедерхаус
  - 5600 — Санкт-Йохан
  - 5622 — Гольдег
  - 5630 — Бад-Хофгаштайн
  - 5640 — Бад-Гаштайн
  - 5661 — Раурис
  - 5672 — Фуш-ан-дер-Гросглокнерштрассе
  - 5700 — Целль-ам-Зее
  - 5710 — Капрун
  - 5722 — Нидернзилль
  - 5730 — Миттерзилль
  - 5743 — Кримль
  - 5753 — Зальбах-Хинтерглем
  - 5760 — Зальфельден

### Тироль
- 6000-6699
  - 6010 — Инсбрук
  - 6060 — Ампас
  - 6060 — Халль-ин-Тироль
  - 6067 — Абзам
  - 6071 — Альдранс
  - 6072 — Ланс
  - 6100 — Зефельд-ин-Тироль
  - 6112 — Ваттенс
  - 6142 — Мидерс
  - 6166 — Фульпмес
  - 6173 — Оберперфус
  - 6401 — Инцинг
  - 6402 — Хаттинг
- 9782
- 9900-9999
  - 9900 — Линц
  - 9932 — Иннерфильгратен
  - 9981 — Кальс-ам-Гросглокнер

### Форарльберг
- 6700 — 6999
  - 6733 — Фонтанелла
  - 6763 — Цюрс
  - 6764 — Лех-на-Арльберге
  - 6774 — Чаггунс
  - 6780 — Шрунс
  - 6800 — Фельдкирх
  - 6820 — Фрастанц
  - 6830 — Ранквайль
  - 6840 — Гётцис
  - 6845 — Хоэнемс
  - 6850 — Дорнбирн
  - 6858 — Шварцах
  - 6863 — Эгг
  - 6867 — Шварценберг
  - 6870 — Ройте
  - 6870 — Бецау
  - 6874 — Бицау
  - 6881 — Меллау
  - 6883 — Ау (Форарльберг)
  - 6886 — Шоппернау
  - 6890 — Лустенау
  - 6900 — Брегенц
  - 6911 — Лохау
  - 6922 — Вольфурт
  - 6923 — Лаутерах
  - 6942 — Крумбах
  - 6971 — Хард
  - 6991 — Рицлерн

### Бургенланд
- 2420—2429
- 2443
  - 2443 — Лайтапродерсдорф
  - 2443 — Лоретто
  - 2443 — Штоцинг
- 2473—2475
- 2485
  - 2485 — Вимпассинг-на-Лайте
- 2491
  - 2491 — Нойфельд-на-Лайте
- 7000-7399
  - 7000 — Айзенштадт
  - 7011 — Зигендорф
  - 7011 — Цагерсдорф
  - 7013 — Клингенбах
  - 7034 — Циллингталь
  - 7035 — Штайнбрун
  - 7041 — Вулькапродерсдорф
  - 7051 — Гросхёфлайн
  - 7052 — Мюллендорф
  - 7053 — Хорнштайн
  - 7061 — Траусдорф-ан-дер-Вулька
  - 7062 — Санкт-Маргаретен
  - 7063 — Оггау-ам-Нойзидлер-Зе
  - 7064 — Ослип
  - 7072 — Мербиш-ам-Зее
  - 7081 — Шютцен-ам-Гебирге
  - 7082 — Доннерскирхен
  - 7083 — Пурбах-ам-Нойзидлер-Зе
  - 7091 — Брайтенбрун

- 7400-7419
- 7422-7423
  - 7423 — Пинкафельд
- 7430-7479
- 7500-7599
- 8380-8389

### Штирия
- 7421
- 8000-8239
  - 8010 — Грац
  - 8020 — Альгерсдорф (см. Eggenberg (Graz))
  - 8036 — Грац
  - 8041 — Нойдорф
  - 8042 — Грац
- 8350-8399
  - 8330 — Фельдбах
- 8400-8999
  - 8510 — Штайнц
  - 8511 — Санкт-Штефан-об-Штайнц
  - 9323

### Каринтия
- 9000-9319
  - 9020 — Клагенфурт
  - 9100 — Фёлькермаркт
  - 9145 — Айзенкаппель-Феллах
  - 9150 — Блайбург
  - 9170 — Ферлах
  - 9300 — Санкт-Файт-ан-дер-Глан
- 9321-9322
- 9330-9379
  - 9341 — Штрасбург
  - 9342 — Гурк
- 9400-9699
  - 9400 — Вольфсберг
  - 9473 — Харт[англ.]
  - 9470 — Санкт-Пауль-им-Лавантталь
  - 9500 — Филлах
  - 9545 — Радентайн
  - 9546 — Бад-Клайнкирхгайм
  - 9560 — Фельдкирхен
  - 9570 — Оссиах
  - 9620 — Хермагор-Прессеггер-Зее
  - 9632 — Кирхбах
- 9700-9779
- 9781
  - 9781 — Обердраубург
- 9800-9899
  - 9800 — Шпитталь-ан-дер-Драу
  - 9853 — Гмюнд
  - 9854 — Мальта
  - 9871 — Зеебоден
  - 9872 — Мильстат